# Round Lake Beach, Illinois
Round Lake Beach là một làng thuộc quận Lake, tiểu bang Illinois, Hoa Kỳ. Năm 2010, dân số của làng này là 28175 người.

## Dân số
Dân số qua các năm:
- Năm 2000: 25859 người.
- Năm 2010: 28175 người.